# John Wilson (drummer)
John Wilson (Belfast, 6 november 1947), is een rock-drummer uit Noord-Ierland.

## Biografie
Wilson werd als dertienjarige lid van de Templemore Silver Band, een fanfareorkest, waar hij wisselde tussen kornet en eufonium. Een jaar later begon hij met drummen. Zijn eerste echte groep was The Misfits uit Belfast, maar in september 1965 voegde hij zich bij Them, de band rond zanger Van Morrison. Wilson is te horen op het album Them Again. Hij stapte in december 1965 alweer op, om lid te worden van The Misfits, waarmee hij een tournee door Duitsland maakte.
Na korte periodes bij andere groepen, kwam hij in 1967 in contact met Rory Gallagher, die in deze periode met zijn groep Taste optrad. Wilson bleef daar voorlopig buiten, maar trad regelmatig in hetzelfde circuit op als Gallagher. In 1968 trad hij, samen met Richard "Charlie" McCracken (bas), tot Taste toe. De groep leverde twee LP's af voor verder werken door ruzies onmogelijk werd en Taste in 1970 uit elkaar ging.
Wilson speelde nog korte tijd met andere groepen, voor hij in 1974 terugkeerde naar Belfast. Sindsdien werkte hij vooral als sessiemuzikant, maar hij trad ook op met The Belfast Blues Band en, na de dood van Gallagher in 1995, weer met Taste, waarbij hij en McCracken steeds met andere gitaristen werken.
- Bibliothèque nationale de France: cb12113758s (data)
- Gemeinsame Normdatei: 1132231310
- International Standard Name Identifier: 0000 0000 8124 8091
- Library of Congress Control Number: n86050801
- MusicBrainz: 8d8b41a0-e839-4638-8dca-50600c4ceff6
- Nationale Bibliotheek van Israël: 987007431687505171
- Nederlandse Thesaurus van Auteursnamen: 073363871
- Système universitaire de documentation: 110967348
- Virtual International Authority File: 46792041
- WorldCat: E39PBJqW3Rk37wTgGWKfXK7WDq